# Ebbsfleet International station

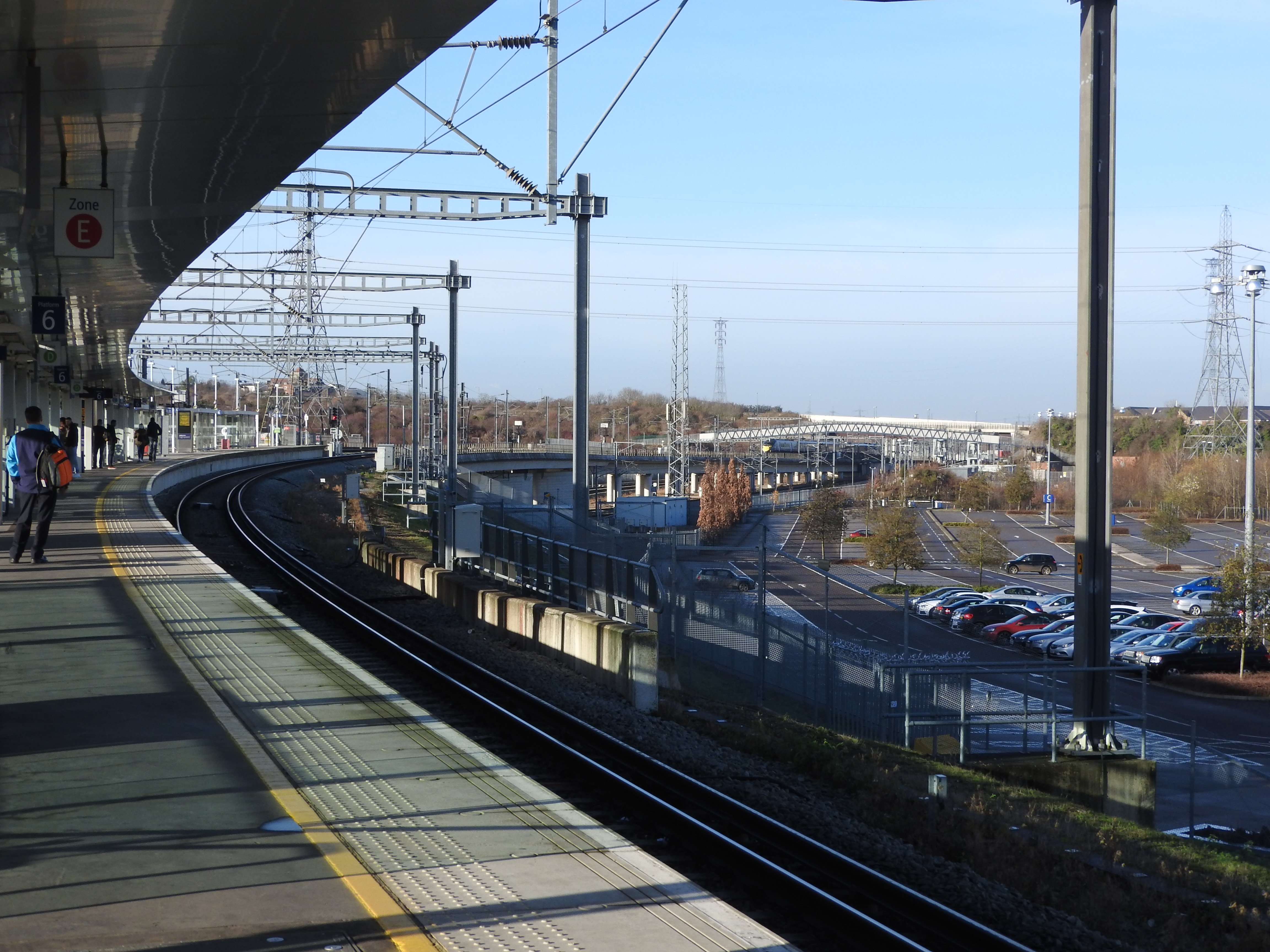
Plattform 6.

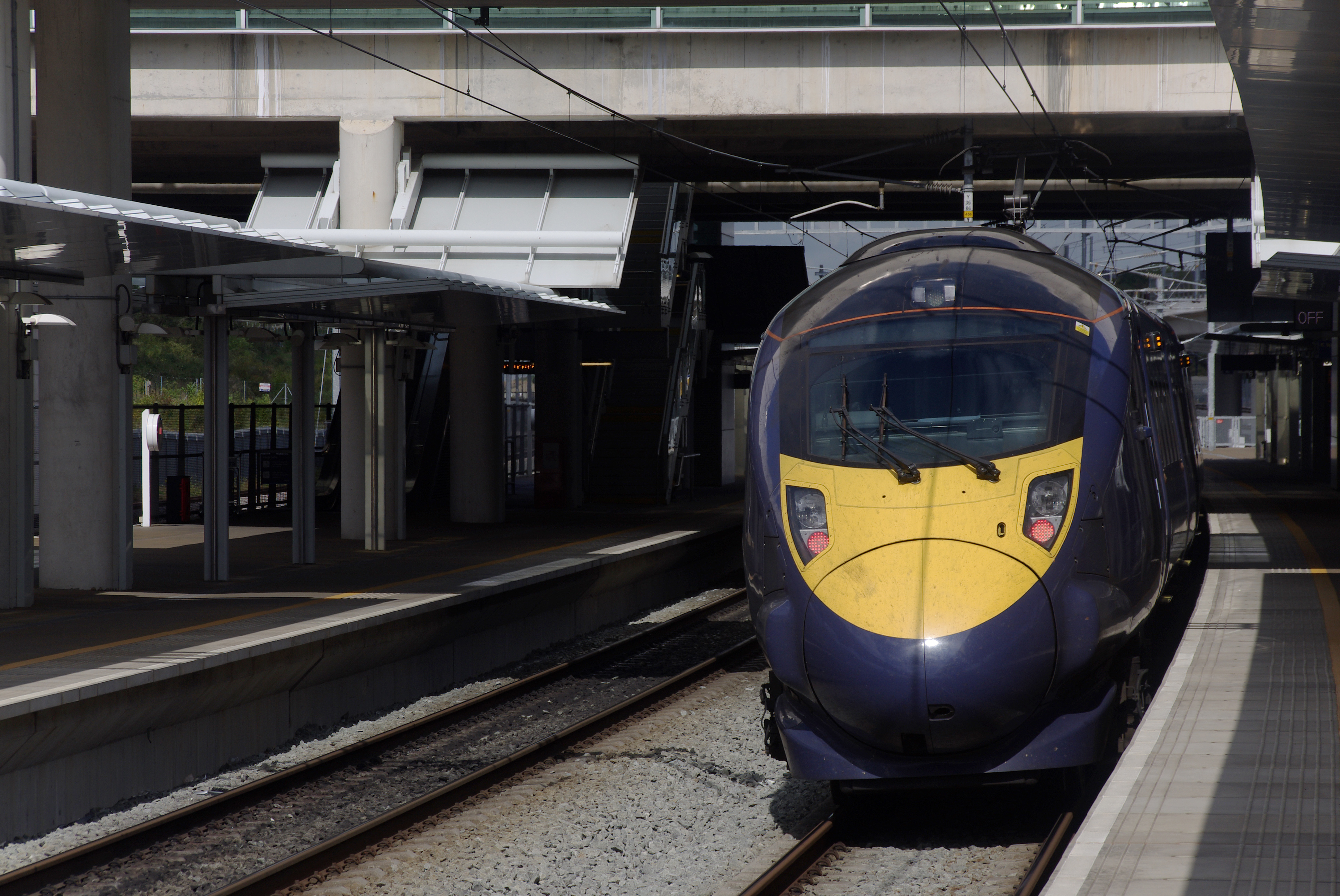
En Class 395 från Southeastern vid Ebbsfleet International.

Ebbsfleet International station är en järnvägsstation i Ebbsfleet Valley, Borough of Dartford, Kent. Den ligger (16 km) utanför Storlondons östra gräns. Stationen ligger nära Dartford och shoppingcentret Bluewater västerut och Gravesend österut. Ebbsfleet International ligger på linjen High Speed 1, omkring 400 meter sydväst om Northfleets station. 
Under sommar-OS 2012 ställde många bilen på stationen och tog Olympic Javelin till Stratford. Stationen var ett bra val då den har gott om parkeringsplatser och ligger nära motorvägen M25.

## Stationens namn
Namnet Ebbsfleet är en artificiell skapelse från antikviteter från 1600-talet, delvis kommer namnet från byn Ebbsfleet in Thanet, belägen 75 km österut.

## Historia

### Invigning
Stationen öppnade för allmänheten den 19 november 2007 för personer som reste med Southeasterns höghastighetståg. Den öppnade senare än St. Pancras eftersom säkerhetsutrustningen överfördes från Waterloo International. Stationen öppnades officiellt av Eurostar med en ceremoni av Kelly Holmes den 29 januari 2008.

### Namngivning
"Ebbsfleet International Station" var det ursprungliga tänkta namnet för stationen, men även "Dartford International Station" föreslogs av Eurostar då de tänkte att orten Dartford var mer känd än Ebbsfleet.

### Javelin
Olympic Javelin eller Javelin var ett höghastighetståg under Sommar-OS 2012 och Paralympics 2012 trafikerat av Southeastern. Tågen åkte mellan Ebbsfleet och St. Pancras med ett stopp i Stratford som ligger mitt i den olympiska parken. Under arrangemangen åkte åtta tåg i timmen mellan St. Pancras och Ebbsfleet vilka ersatte de normala höghastighetsturerna till Kent. Två av dessa tåg förlängdes till Ashford och ett till Faversham. Mellan kl 11.00 och 01.00 utökades trafiken till tolv tåg per timme.